# Министерство торговли Мьянмы
Министерство торговли Мьянмы — министерство Республики Союз Мьянмы, играющее роль в процессе трансформации и реализации рыночной экономической системы.

## Отделы
- Бюро министра
- Управление торговли
- Департамент пограничной торговли
- Торговое бюро сельскохозяйственной продукции

## История
Со времен независимости в 1948 году до 1962 года, внешняя торговля велась следующими советами и корпорациями.
- Бирманский Союз покупок
- Гражданское правление поставками
- Государственный аграрный совет по маркетингу
- Государственный совет по древесине
- Кооперативы
- Совместные венчурные корпорации
- Институт военной службы
- Корпорация экономического развития Бирмы
- Частники

## Создание торгового совета
В 1964 году оптовые магазины, брокерские дома, компании, магазины и склады по всей стране были национализированы. В 1965 году был создан Торговый Совет и некоторые торговые организации при Министерстве торговли.